# Praxithea javetii
Praxithea javetii es una especie de escarabajo longicornio del género Praxithea, tribu Torneutini, subfamilia Cerambycinae. Fue descrita científicamente por Chabrillac en 1857.
La especie se mantiene activa durante el mes de enero.

## Descripción
Mide 30-39 milímetros de longitud.

## Distribución
Se distribuye por Brasil.